# Henry Tattegrain
Pour les articles homonymes, voir Tattegrain.
Henry Tattegrain, né à Paris le 29 août 1874 et mort dans cette ville le 13 mai 1949, est un artiste peintre, aquarelliste, graveur et illustrateur français.

## Biographie
Henry Tattegrain est l'élève de Gaston Jobbé-Duval, d'Henry Tattegrain et de Henri Lefort. Il est membre la société des aquafortistes français et de plusieurs sociétés artistiques. Il est secrétaire général de la Compagnie des peintres restaurateurs de tableaux et de la Fédération des artistes graveurs et lithographes.
Initié en  franc-maçonnerie le 25 octobre 1922 et pratiquant le Rite écossais ancien et accepté, Henry Tattegrain réalise des lettrines au trait de police maçonnique qui inspireront d'autres artistes. Il entre dans la loge maçonnique parisienne « L'Action » qui reprend ses travaux clandestinement en 1942 et accède au 33e degré. Il illustre de nombreux articles de revues maçonniques notamment dans la revue La Chaîne d'union et dessine les blasons des hauts grades du Grand Collège.
À partir de 1930, il demeure au no 3 rue Barbette dans le 3e arrondissement de Paris. Il apparait en octobre 1941, dans la liste des dignitaires du Grand Orient de France, publiée au Journal officiel par le régime de Vichy,
Il meurt le 13 mai 1949 dans le 13e arrondissement de Paris, des suites d'une intervention chirurgicale.

## Illustrations
- Edmond Rostand, Chantecler , 1910
- Edmond Gloton, Instruction maçonnique, aux maîtres et aux compagnons, éditions Dervy, 3 volumes, réédité en 1955

## Publications
- Le décor du livre, Imprimerie de Gadrat aîné, 19.p. Trois éditions publiées entre 1923 et 1926
- Grand Orient de France, essai sur l'éducation maçonnique, Imprimerie Nouvelle, 24.p., 1926
- Étude de la morale maçonnique au sein des différents groupements sociaux, rapport, Congrès des loges de la région parisienne, 1931

## Salons
- Paris, Salon d'hiver de 1930[7] :
  - La vallée de la Couze à Champeix , huile sur toile
  - Le défilé du Bonhomme, huile sur toile
  - Vedettes Kabyles, huile sur toile
  - Vieilles maisons du Marchidial, huile sur toile
  - Au Jardin du Luxembourg, huile sur toile
  - La baie de Launay, huile sur toile
  - Olympia, d'après Manet, eau-forte
  - Vieillard lisant, d'après Rembrandt, eau-forte
  - Esclave d'Amour et Lumière des Yeux, d'après Étienne Dinet, eau-forte
  - Thomyris, d'après Rubens, eau-forte
  - Portrait de Delacroix, eau-forte, premier état
  - Portrait de Carrière, eau-forte, premier état

## Expositions
- 16 décembre 2004 : Pascal Bajou, « Henri Tattegrain, les arts graphiques au service de la transmission maçonnique », à l'Hôtel du Grand Orient de France à Paris